# Rorys Aragón
Rorys Andrés Aragón Espinoza (ur. 28 czerwca 1982 w Esmeraldas) – ekwadorski piłkarz grający na pozycji bramkarza.

## Kariera klubowa
Karierę piłkarską Aragón rozpoczął w mieście Guayaquil. Jego pierwszym klubem w karierze był Emelec Guayaquil i w 2000 roku zadebiutował w jego barwach w lidze ekwadorskiej i początkowo walczył o miejsce w składzie z reprezentantami kraju, Danielem Viterim i Alexem Cevallosem. Od 2001 roku był już podstawowym golkiperem w zespole, a drużyna Emelecu wywalczyła mistrzostwo Ekwadoru. Rok później Rorys swoją postawą przyczynił się do obrony mistrzowskiego tytułu. W 2004 roku to jednak Viteri został pierwszym bramkarzem, a w 2005 Aragón odszedł do stołecznego Nacionalu Quito. Tam przez półtora roku pełnił rolę dublera dla Osvaldo Ibarry i jako rezerwowy został mistrzem fazy Clausura 2005.
W lipcu 2006 roku Aragón przeszedł na zasadzie wolnego transferu do belgijskiego Standardu Liège. W Jupiler League zadebiutował 19 maja 2007 w przegranym 0:2 meczu z Excelsiorem Mouscron i był to jego jedyny mecz w sezonie 2006/2007. W sezonie 2007/2008 był już podstawowym bramkarzem Standardu i miał swój udział w wywalczeniu mistrzostwa Belgii, pierwszego dla Standardu od 25 lat. Jesienią 2008 zajął ze Standardem pierwsze miejsce w grupie Pucharu UEFA. W 2009 roku wywalczył mistrzostwo Belgii.
Latem 2009 roku Aragón podpisał dwuletni kontrakt z tureckim Diyarbakırsporem.
| Sezon   | Klub             | Kraj    | Rozgrywki      | Mecze | Bramki |
| ------- | ---------------- | ------- | -------------- | ----- | ------ |
| 2000    | Emelec Guayaquil | Ekwador | Serie A        | 12    | 0      |
| 2001    | Emelec Guayaquil | Ekwador | Serie A        | 31    | 0      |
| 2002    | Emelec Guayaquil | Ekwador | Serie A        | 25    | 0      |
| 2003    | Emelec Guayaquil | Ekwador | Serie A        | 27    | 0      |
| 2004    | Emelec Guayaquil | Ekwador | Serie A        | 15    | 0      |
| 2005    | CD El Nacional   | Ekwador | Serie A        | 3     | 0      |
| 2006    | CD El Nacional   | Ekwador | Serie A        | 13    | 0      |
| 2006/07 | Standard Liège   | Belgia  | Jupiler League | 1     | 0      |
| 2007/08 | Standard Liège   | Belgia  | Jupiler League | 25    | 0      |
| 2008/09 | Standard Liège   | Belgia  | Jupiler League | 27    | 0      |
| 2009/10 | Diyarbakırspor   | Turcja  | Superliga      |       |        |

## Kariera reprezentacyjna
W reprezentacji Ekwadoru Aragón zadebiutował 25 marca 2007 roku w przegranym 1:3 towarzyskim spotkaniu ze Stanami Zjednoczonymi.